# Glaucopsyche latina
Glaucopsyche latina är en fjärilsart som beskrevs av Hartig 1940. Glaucopsyche latina ingår i släktet Glaucopsyche och familjen juvelvingar. Inga underarter finns listade i Catalogue of Life.